# Mateo Edward
Mateo Aston Edward Henry (* 1. Mai 1993 in Panama-Stadt) ist ein panamaischer Leichtathlet, der sich auf den Sprint spezialisiert hat.

## Sportliche Laufbahn
Erste Erfahrungen bei internationalen Meisterschaften sammelte Mateo Edward im Jahr 2008, als er bei den Jugend-Zentralamerikameisterschaften in San Salvador in 11,09 s und 22,68 s die Goldmedaillen über 100 und 200 Meter gewann und sich mit der panamaischen Sprintstaffel (1000 Meter) in 2:03,19 min die Bronzemedaille sicherte. Anschließend siegte er auch bei den Zentralamerikanischen-Altersklassen-Meisterschaften in Managua in 11,17 s im 100-Meter-Lauf sowie in 16,77 s über 150 Meter. Zudem belegte er mit der 4-mal-100-Meter-Staffel in 46,31 s den vierten Platz. Daraufhin erreichte er bei den Jugendsüdamerikameisterschaften in Lima in 11,53 s Rang sieben über 100 Meter und wurde im 200-Meter-Lauf in 23,08 s Achter. Im Jahr darauf erreichte er bei den Jugendweltmeisterschaften in Brixen das Halbfinale über 100 Meter, in dem er mit 10,88 s ausschied, während er über 200 Meter mit 22,21 s in der ersten Runde scheiterte. 2010 gewann er bei den Zentralamerikaspielen in Panama-Stadt in 10,78 s die Bronzemedaille hinter seinem Bruder Alonso Edward und Rolando Palacios aus Honduras. Über 200 Meter belegte er in 22,18 s den sechsten Platz und mit der Staffel siegte er in 41,69 s. Anschließend nahm er an den erstmals ausgetragenen Olympischen Jugendspielen in Singapur teil und klassierte sich dort in 10,80 s auf Rang acht über 100 Meter. Daraufhin siegte er bei den Jugendsüdamerikameisterschaften in Santiago de Chile in 10,65 s über 100 Meter und gewann im 200-Meter-Lauf in 21,78 s die Silbermedaille.
2011 siegte er bei den Junioren-Zentralamerikameisterschaften in San Salvador in 10,62 s und 21,64 s über 100 und 200 Meter und sicherte sich anschließend bei den Zentralamerikameisterschaften in San José in 10,75 s die Bronzemedaille über 100 Meter hinter den Hunduranern Rolando Palacios und Josef Norales. Zudem gewann er mit der Staffel in 41,39 s die Silbermedaille hinter Honduras. Bei den Panamerikanischen-Juniorenmeisterschaften in Miramar schied er dann über 100 Meter mit 10,62 s in der ersten Runde aus und gewann anschließend bei den Juniorensüdamerikameisterschaften in Medellín in 10,47 s die Bronzemedaille über 100 Meter und erreichte über 200 Meter das Finale, in dem er aber nicht mehr an den Start ging. 2012 nahm er im 60-Meter-Lauf an den Hallenweltmeisterschaften in Istanbul teil und schied dort mit 6,91 s im Halbfinale aus. Anschließend siegte er bei den Junioren-Zentralamerikameisterschaften in San Salvador in 10,46 s und 21,36 s über 100 und 200 Meter und siegte auch mit der Staffel in 42,21 s. Daraufhin wurde er bei den Ibero-Amerikanischen Meisterschaften in Barquisimeto in 10,62 s Vierter. Bei den Zentralamerikameisterschaften in Managua siegte er in 10,46 s und gewann mit der Staffel in 42,45 s die Silbermedaille hinter dem Team aus Costa Rica. Anschließend startete er bei den Juniorenweltmeisterschaften in Barcelona, scheiterte dort aber mit 10,86 s über 100 Meter in der ersten Runde. Im Jahr darauf gewann er bei den Zentralamerikaspielen in San José in 10,58 s die Silbermedaille über 100 Meter hinter dem Honduraner Palacios und belegte im 200-Meter-Lauf in 21,37 s Rang vier und kam mit der Staffel nicht ins Ziel. Daraufhin gewann er bei den Zentralamerikameisterschaften in Managua in 10,77 s die Bronzemedaille hinter Palacios und seinem Landsmann Andrés Rodríguez. Über 200 Meter erreichte er in 21,89 s Rang vier und siegte mit der Staffel in 41,6 s. Im Juli startete er über 100 Meter erstmals bei den Südamerikameisterschaften in Cartagena, schied dort aber mit 10,92 s in der ersten Runde aus.
2014 belegte er bei den Zentralamerikameisterschaften in Tegucigalpa in 10,70 s den vierten Platz über 100 Meter und wurde anschließend bei den Ibero-Amerikanischen Meisterschaften in São Paulo in 10,66 s Siebter. Im Jahr darauf belegte er bei den Südamerikameisterschaften in Lima in 10,62 s den fünften Platz und gewann anschließend bei den Zentralamerikameisterschaften in Managua in 10,49 s die Silbermedaille hinter Palacios. 2016 schied er bei den Hallenweltmeisterschaften in Portland mit 6,78 s über 60 Meter im Vorlauf aus. 2017 siegte er bei den Zentralamerikameisterschaften in Managua in 10,52 s im 100-Meter-Lauf und belegte über 200 Meter in 21,51 s den fünften Platz. Anschließend erreichte er bei den Juegos Bolivarianos in Santa Marta in 10,58 s Rang vier und gewann dann bei den Zentralamerikaspielen in Managua in 10,48 s die Bronzemedaille hinter Shermal Calimore aus Costa Rica und Josef Norales aus Honduras. Mit der Staffel gewann er ursprünglich die Goldmedaille, welche der panamaischen Mannschaft aber wegen eines Dopingverstoßes aberkannt wurde. Im Jahr darauf schied er bei den Südamerikaspielen in Cochabamba mit 10,62 s in der ersten Runde über 100 Meter aus, wie auch bei den darauf folgenden Zentralamerika- und Karibikspielen in Barranquilla mit 10,56 s.
2019 schied er bei den Südamerikameisterschaften in Lima mit 10,70 s und 21,93 s über 100 und 200 Meter jeweils in der ersten Runde aus. Anschließend belegte er bei den Zentralamerikameisterschaften in Managua in 21,65 s den sechsten Platz über 200 Meter und wurde im 100-Meter-Lauf disqualifiziert, gewann mit der Staffel aber in 41,52 s die Silbermedaille. Im Jahr darauf erreichte er bei den Hallensüdamerikameisterschaften in Cochabamba in 6,86 s den vierten Platz im 60-Meter-Lauf. Zwei Jahre darauf wurde er bei den Hallensüdamerikameisterschaften ebendort mit 6,99 s Achter.
2011, 2012 und 2017 wurde Edward panamaischer Meister im 100-Meter-Lauf sowie 2017 auch über 200 Meter.

## Persönliche Bestzeiten
- 100 Meter: 10,29 s (−1,4 m/s), 3. Mai 2014 in Hattiesburg
  - 60 Meter (Halle): 6,73 s, 14. Februar 2014 in Birmingham
- 200 Meter: 21,20 s (−0,1 m/s), 22. Mai 2015 in Gulf Shores
  - 200 Meter (Halle): 22,24 s, 18. Januar 2014 in Alabama